# Moingwena
Moingwena (Moins), pleme američkih Indijanaca porodice Algonquian, i jedno od plemena saveza Illinois, naseljeno na ušću rijeke Des Moines, u okrugu Lee, Iowa, gdje se nalazilo njihovo glavno selo Moingona, danas Montrose. Na njih 1673. nailazi francuski jezuitski svećenik i istraživač Jacques Marquette (1637-1675), i kaže da žive na zapadnoj strani Mississippija blizu Peorije. Kasnije gube identitet i postaju dijelom konfederacije Peoria, čiji potomci danas žive u okrugu Ottawa u Oklahomi. 

## Vanjske poveznice
- Moingewena Indian Tribe History